# Teruo Iwamoto
Pour les articles homonymes, voir Iwamoto.
Teruo Iwamoto (岩本 輝雄, Iwamoto Teruo) est un footballeur japonais né le 2 mai 1972 à Yokohama dans la préfecture de Kanagawa au Japon.